# Pocono IndyCar 500 2014
Das Pocono IndyCar 500 2014 fand am 6. Juli auf dem Pocono Raceway in Long Pond, Pennsylvania, Vereinigte Staaten statt und war das elfte Rennen der IndyCar Series 2014.

## Berichte

### Hintergrund
Nach dem Shell and Pennzoil Grand Prix of Houston führte Will Power in der Fahrerwertung mit 39 Punkten auf Hélio Castroneves und mit 41 Punkten auf Ryan Hunter-Reay.
Das Pocono IndyCar 500 war das zweite von drei Rennen der Triple Crown. Es wurden doppelte Punkte für das Rennergebnis vergeben. Im Vergleich zum Vorjahr wurde die Distanz um 100 Meilen auf 500 Meilen erhöht.
Es gab zwei planmäßige Veränderungen im Starterfeld. Bei Ed Carpenter Racing gab es einen Fahrerwechsel. Ed Carpenter, der alle Ovalrennen bestritt, löste Mike Conway, der nur die Straßenkursrennen fuhr, ab. Rahal Letterman Lanigan Racing meldete das zweite Fahrzeug, in dem Luca Filippi bei der letzten Veranstaltung angetreten war, nicht mehr.
Mit Scott Dixon trat ein ehemaliger Sieger zu diesem Rennen an.

### Training
Am Samstag fanden vorm Qualifying zwei Trainingssitzungen à 60 Minuten statt.
Im ersten Training erzielte Tony Kanaan die Bestzeit vor Hunter-Reay und Marco Andretti. Das Training wurde zum Zwecke einer Streckeninspektion zweimal unterbrochen.
Im zweiten Training übernahm Power die Führung vor Carlos Muñoz und Kanaan. Zur Mitte des Trainings verunfallte Jack Hawksworth schwer. Er drehte sich in der ersten Kurve und schlug mit der linken Fahrzeugseite in die Mauer ein. Dabei wurde das Fahrzeug stark beschädigt. Hawksworth erlitt eine Herzmuskelprellung und kam für eine Nacht ins Krankenhaus. Er nahm weder am Qualifying, noch am Rennen teil. Da Bryan Herta Autosport keinen Ersatzfahrer meldete, erhielt Hawksworth die halbe Punktzahl für den letzten Platz.

### Qualifying
Das Qualifying wurde im Einzelzeitfahren ausgetragen. Die Startreihenfolge für das Einzelzeitfahren wurde ausgelost. Jeder Pilot fuhr zwei schnelle Runden am Stück. Die dabei erzielte Durchschnittsgeschwindigkeit entschied über die Reihenfolge der Startaufstellung.
Juan Pablo Montoya war am schnellsten und erzielte die Pole-Position vor Power und Muñoz. Es war Montoyas erste Pole-Position nach seinem IndyCar-Comeback. Josef Newgarden drehte sich in der Aufwärmrunde und berührte die Mauer. Er setzte daher keine Zeit. Die Strecke wurde während der Sitzung schneller, sodass die Fahrer profitierten, die einen späten Startplatz zugelost bekamen. Muñoz und Montoya waren die letzten beiden Fahrer, die auf die Strecke gingen.

### Rennen
Power übernahm die Führung beim Start von Montoya. Power, Montoya und Kanaan lagen in den ersten drei Rennvierteln abwechselnd in Führung. Sébastien Bourdais führte das Rennen zwischendurch für eine Runde an. Takuma Satō und Carlos Huertas fielen in der ersten Rennhälfte mit einem technischen Defekt aus.
In der 159. Runde gab es die einzige Unterbrechung des Rennens. Graham Rahal hatte sich mit einem mechanischen Problem gedreht. Power führte zu diesem Zeitpunkt vor Montoya. Während Power und Montoya draußen blieben, ging Kanaan an die Box. Ganassi versuchte damit, auf einen weiteren Stopp zu verzichten, was bei einer längeren Gelbphase bzw. weiteren Gelbphasen möglich gewesen wäre. Newgarden wählte eine ähnliche Strategie.
Beim Restart attackierte Montoya seinen Teamkollegen Power im Kampf um die Führung. Die beiden berührten sich, wobei sich Montoya den Frontflügel beschädigte. Montoya ging an Power vorbei und führte das Rennen vor ihm an. 25 Runden vor Schluss blockierte Power seinen anderen Teamkollegen Castroneves im Duell um die zweite Position. Die Rennleitung bestrafte dieses Vergehen mit einer Durchfahrtsstrafe.
In der 188. Runde ging Montoya an die Box, sodass Newgarden die Führung übernahm. Newgarden führte bis zur 194. Runde. Danach führte Kanaan für zwei Runden. Kanaan erzielte in diesem Rennen die meisten Führungsrunden und führte zum 101. Mal in seiner Karriere ein IndyCar-Rennen an. Montoya ging darauf wieder in Führung.
Damit gewann Montoya sein erstes Rennen in der IndyCar Series. Sein letzter IndyCar-Sieg war vor 13 Jahren, 9 Monaten und 20 Tagen beim Motorola 300 2000. Es war Montoyas 12. IndyCar-Sieg. Vor Montoya gab es nur zwei Sieger – Babe Stapp (1927, 1938) und John Paul jr. (1983, 1998), bei denen über zehn Jahre zwischen zwei IndyCar-Siegen lagen. Montoyas Teamkollege Castroneves wurde Zweiter, Muñoz Dritter. Ryan Briscoe und Dixon lagen auf den Plätzen vier und fünf. Simon Pagenaud, Mikhail Aleshin, Newgarden, Andretti und Power komplettierten die Top 10. Montoya wurde mit seinem Sieg der erste IndyCar-Sieger des Jahres, der von der Pole-Position startend gewann. Mit einer Durchschnittsgeschwindigkeit von 202,402 mph (325,734 km/h) war es das drittschnellste IndyCar-Rennen der Geschichte sowie das erste 500-Meilen-Rennen mit einer Durchschnittsgeschwindigkeit von über 200 mph (321,869 km/h).
Hunter-Reay, der das erste Triple-Crown-Rennen gewonnen hatte, schied mit einem Aufhängungsschaden im letzten Rennviertel aus.
In der Gesamtwertung blieb Power in Führung, sein Vorsprung auf Castroneves verschwand jedoch vollständig, sodass Castroneves punktgleich auf dem zweiten Rang lag. Pagenaud übernahm die dritte Position in der Fahrerwertung. Hunter-Reay, der zuvor auf dem dritten Platz lag, fiel noch hinter Montoya auf den fünften Platz zurück.

## Meldeliste
Alle Teams und Fahrer verwendeten das Chassis Dallara DW12 mit einem Aero-Kit von Dallara und Reifen von Firestone.
| Team                                  | Nr. | Fahrer             | Motor     |
| ------------------------------------- | --- | ------------------ | --------- |
| Penske Motorsports                    | 02  | Juan Pablo Montoya | Chevrolet |
| Team Penske                           | 03  | Hélio Castroneves  | Chevrolet |
| Team Penske                           | 12  | Will Power         | Chevrolet |
| Schmidt Peterson Motorsports          | 07  | Mikhail Aleshin    | Honda     |
| NTT Data Chip Ganassi Racing          | 08  | Ryan Briscoe       | Chevrolet |
| Target Chip Ganassi Racing            | 09  | Scott Dixon        | Chevrolet |
| Target Chip Ganassi Racing            | 10  | Tony Kanaan        | Chevrolet |
| KVSH Racing                           | 11  | Sébastien Bourdais | Chevrolet |
| A. J. Foyt Enterprises                | 14  | Takuma Satō        | Honda     |
| Rahal Letterman Lanigan Racing        | 15  | Graham Rahal       | Honda     |
| KV AFS Racing                         | 17  | Sebastian Saavedra | Chevrolet |
| Dale Coyne Racing                     | 18  | Carlos Huertas     | Honda     |
| Dale Coyne Racing                     | 19  | Justin Wilson      | Honda     |
| Ed Carpenter Racing                   | 20  | Ed Carpenter       | Chevrolet |
| Andretti Autosport                    | 25  | Marco Andretti     | Honda     |
| Andretti Autosport                    | 27  | James Hinchcliffe  | Honda     |
| Andretti Autosport                    | 28  | Ryan Hunter-Reay   | Honda     |
| Andretti – HVM                        | 34  | Carlos Muñoz       | Honda     |
| Sarah Fisher Hartman Racing           | 67  | Josef Newgarden    | Honda     |
| Schmidt Peterson Hamilton Motorsports | 77  | Simon Pagenaud     | Honda     |
| Chip Ganassi Racing Teams             | 83  | Charlie Kimball    | Chevrolet |
| BHA/BBM with Curb Agajanian           | 98  | Jack Hawksworth    | Honda     |

Quelle: 

## Klassifikationen

### Qualifying
| Pos. | Fahrer             | Team                                  | Fahrzeug          | Zeit       | Ø-Geschwindigkeit in mph | Start |
| ---- | ------------------ | ------------------------------------- | ----------------- | ---------- | ------------------------ | ----- |
| 01   | Juan Pablo Montoya | Penske Motorsports                    | Dallara-Chevrolet | 1:20,4034  | 223,871                  | 01    |
| 02   | Will Power         | Team Penske                           | Dallara-Chevrolet | 1:20,4559  | 223,725                  | 02    |
| 03   | Carlos Muñoz       | Andretti – HVM                        | Dallara-Honda     | 1:20,6873  | 223,083                  | 03    |
| 04   | Takuma Satō        | A. J. Foyt Enterprises                | Dallara-Honda     | 1:20,7906  | 222,798                  | 04    |
| 05   | Marco Andretti     | Andretti Autosport                    | Dallara-Honda     | 1:20,8206  | 222,715                  | 05    |
| 06   | James Hinchcliffe  | Andretti Autosport                    | Dallara-Honda     | 1:20,8827  | 222,544                  | 06    |
| 07   | Hélio Castroneves  | Team Penske                           | Dallara-Chevrolet | 1:20,8926  | 222,517                  | 07    |
| 08   | Tony Kanaan        | Target Chip Ganassi Racing            | Dallara-Chevrolet | 1:21,0919  | 221,970                  | 08    |
| 09   | Ryan Hunter-Reay   | Andretti Autosport                    | Dallara-Honda     | 1:21,0995  | 221,950                  | 09    |
| 10   | Ryan Briscoe       | NTT Data Chip Ganassi Racing          | Dallara-Chevrolet | 1:21,2404  | 221,565                  | 10    |
| 11   | Simon Pagenaud     | Schmidt Peterson Hamilton Motorsports | Dallara-Honda     | 1:21,2468  | 221,547                  | 11    |
| 12   | Mikhail Aleshin    | Schmidt Peterson Motorsports          | Dallara-Honda     | 1:21,3667  | 221,221                  | 12    |
| 13   | Ed Carpenter       | Ed Carpenter Racing                   | Dallara-Chevrolet | 1:21,4409  | 221,019                  | 13    |
| 14   | Graham Rahal       | Rahal Letterman Lanigan Racing        | Dallara-Honda     | 1:21,5413  | 220,747                  | 14    |
| 15   | Scott Dixon        | Target Chip Ganassi Racing            | Dallara-Chevrolet | 1:21,5940  | 220,604                  | 15    |
| 16   | Justin Wilson      | Dale Coyne Racing                     | Dallara-Honda     | 1:21,6551  | 220,439                  | 16    |
| 17   | Charlie Kimball    | Chip Ganassi Racing Teams             | Dallara-Honda     | 1:21,6783  | 220,377                  | 17    |
| 18   | Sébastien Bourdais | KVSH Racing                           | Dallara-Chevrolet | 1:21,9148  | 219,741                  | 18    |
| 19   | Sebastian Saavedra | KV AFS Racing                         | Dallara-Chevrolet | 1:22,3791  | 218,502                  | 19    |
| 20   | Carlos Huertas     | Dale Coyne Racing                     | Dallara-Honda     | 1:23,2329  | 216,261                  | 20    |
| 21   | Josef Newgarden    | Sarah Fisher Hartman Racing           | Dallara-Honda     | keine Zeit | keine Geschwindigkeit    | 21    |
| 22   | Jack Hawksworth    | BHA/BBM with Curb Agajanian           | Dallara-Honda     | keine Zeit | keine Geschwindigkeit    | 22    |

Quellen: 

### Rennen
| Pos. | Fahrer             | Team                                  | Fahrzeug          | Runden | Zeit         | Start | Führungsrunden |
| ---- | ------------------ | ------------------------------------- | ----------------- | ------ | ------------ | ----- | -------------- |
| 01   | Juan Pablo Montoya | Penske Motorsports                    | Dallara-Chevrolet | 200    | 2:28:13,1798 | 01    | 45             |
| 02   | Hélio Castroneves  | Team Penske                           | Dallara-Chevrolet | 200    | + 2,3403     | 07    | 0              |
| 03   | Carlos Muñoz       | Andretti – HVM                        | Dallara-Honda     | 200    | + 2,9653     | 03    | 0              |
| 04   | Ryan Briscoe       | NTT Data Chip Ganassi Racing          | Dallara-Chevrolet | 200    | + 3,8431     | 10    | 0              |
| 05   | Scott Dixon        | Target Chip Ganassi Racing            | Dallara-Chevrolet | 200    | + 4,6933     | 15    | 0              |
| 06   | Simon Pagenaud     | Schmidt Peterson Hamilton Motorsports | Dallara-Honda     | 200    | + 6,0105     | 11    | 0              |
| 07   | Mikhail Aleshin    | Schmidt Peterson Motorsports          | Dallara-Honda     | 200    | + 8,3658     | 12    | 0              |
| 08   | Josef Newgarden    | Sarah Fisher Hartman Racing           | Dallara-Honda     | 200    | + 8,9506     | 21    | 07             |
| 09   | Marco Andretti     | Andretti Autosport                    | Dallara-Honda     | 200    | + 9,4477     | 05    | 0              |
| 10   | Will Power         | Team Penske                           | Dallara-Chevrolet | 200    | + 17,2301    | 02    | 69             |
| 11   | Tony Kanaan        | Target Chip Ganassi Racing            | Dallara-Chevrolet | 200    | + 22,0701    | 08    | 78             |
| 12   | James Hinchcliffe  | Andretti Autosport                    | Dallara-Honda     | 199    | + 1 Runde    | 06    | 0              |
| 13   | Ed Carpenter       | Ed Carpenter Racing                   | Dallara-Chevrolet | 199    | + 1 Runde    | 13    | 0              |
| 14   | Justin Wilson      | Dale Coyne Racing                     | Dallara-Honda     | 199    | + 1 Runde    | 16    | 0              |
| 15   | Sebastian Saavedra | KV AFS Racing                         | Dallara-Chevrolet | 199    | + 1 Runde    | 19    | 0              |
| 16   | Sébastien Bourdais | KVSH Racing                           | Dallara-Chevrolet | 199    | + 1 Runde    | 18    | 01             |
| 17   | Charlie Kimball    | Chip Ganassi Racing Teams             | Dallara-Honda     | 198    | + 2 Runden   | 17    | 0              |
| 18   | Ryan Hunter-Reay   | Andretti Autosport                    | Dallara-Honda     | 181    | DNF          | 09    | 0              |
| 19   | Graham Rahal       | Rahal Letterman Lanigan Racing        | Dallara-Honda     | 157    | DNF          | 14    | 0              |
| 20   | Carlos Huertas     | Dale Coyne Racing                     | Dallara-Honda     | 089    | DNF          | 20    | 0              |
| 21   | Takuma Satō        | A. J. Foyt Enterprises                | Dallara-Honda     | 025    | DNF          | 04    | 0              |
| 22   | Jack Hawksworth    | BHA/BBM with Curb Agajanian           | Dallara-Honda     | 0      | DNS          | 22    | 0              |

Quellen: 

#### Führungsabschnitte
| Abschnitt | Runden | Fahrer             |
| --------- | ------ | ------------------ |
| 01        | 1–30   | Will Power         |
| 02        | 31–32  | Juan Pablo Montoya |
| 03        | 33–49  | Will Power         |
| 04        | 50–58  | Tony Kanaan        |
| 05        | 59–61  | Will Power         |
| 06        | 62–64  | Juan Pablo Montoya |

| Abschnitt | Runden  | Fahrer             |
| --------- | ------- | ------------------ |
| 07        | 65–87   | Tony Kanaan        |
| 08        | 88–94   | Juan Pablo Montoya |
| 09        | 95–117  | Tony Kanaan        |
| 10        | 118–125 | Juan Pablo Montoya |
| 11        | 126     | Sébastien Bourdais |
| 12        | 127–147 | Tony Kanaan        |

| Abschnitt | Runden  | Fahrer             |
| --------- | ------- | ------------------ |
| 13        | 148–166 | Will Power         |
| 14        | 167–187 | Juan Pablo Montoya |
| 15        | 188–194 | Josef Newgarden    |
| 16        | 195–196 | Tony Kanaan        |
| 17        | 197–200 | Juan Pablo Montoya |

Quellen: 

#### Gelbphasen
| Nr. | Dauer   | Runden | Grund für Gelbphase                   |
| --- | ------- | ------ | ------------------------------------- |
| 1   | 159–164 | 6      | Dreher: Graham Rahal (#15) in Kurve 2 |

Quellen: 

## Punktestände nach dem Rennen

### Fahrerwertung
Die Punktevergabe wird hier erläutert.
| Pos. | Fahrer             | Punkte |
| ---- | ------------------ | ------ |
| 01.  | Will Power         | 446    |
| 02.  | Hélio Castroneves  | 446    |
| 03.  | Simon Pagenaud     | 402    |
| 04.  | Juan Pablo Montoya | 391    |
| 05.  | Ryan Hunter-Reay   | 388    |
| 06.  | Carlos Muñoz       | 340    |
| 07.  | Marco Andretti     | 325    |
| 08.  | Scott Dixon        | 297    |
| 09.  | Ryan Briscoe       | 285    |
| 10.  | Sébastien Bourdais | 271    |
| 11.  | Tony Kanaan        | 267    |
| 12.  | James Hinchcliffe  | 266    |

| Pos. | Fahrer             | Punkte |
| ---- | ------------------ | ------ |
| 13.  | Mikhail Aleshin    | 263    |
| 14.  | Justin Wilson      | 253    |
| 15.  | Charlie Kimball    | 239    |
| 16.  | Jack Hawksworth    | 227    |
| 17.  | Carlos Huertas     | 224    |
| 18.  | Josef Newgarden    | 220    |
| 19.  | Graham Rahal       | 202    |
| 20.  | Sebastian Saavedra | 196    |
| 21.  | Takuma Satō        | 189    |
| 22.  | Mike Conway        | 152    |
| 23.  | Ed Carpenter       | 138    |
| 24.  | Oriol Servià       | 88     |

| Pos. | Fahrer             | Punkte |
| ---- | ------------------ | ------ |
| 25.  | Kurt Busch         | 80     |
| 26.  | J. R. Hildebrand   | 66     |
| 27.  | Sage Karam         | 57     |
| 28.  | James Davison      | 34     |
| 29.  | Jacques Villeneuve | 29     |
| 30.  | Alex Tagliani      | 28     |
| 31.  | Luca Filippi       | 24     |
| 32.  | Townsend Bell      | 22     |
| 33.  | Pippa Mann         | 21     |
| 34.  | Martin Plowman     | 18     |
| 35.  | Buddy Lazier       | 11     |
| 36.  | Franck Montagny    | 8      |